# مايك بادغر
مايك بادغر (بالإنجليزية: Mike Badger)‏ هو عازف قيثارة ومغن مؤلف بريطاني، ولد في 18 مارس 1962 في ليفربول في المملكة المتحدة.

## وصلات خارجية
- الموقع الرسمي
- مايك بادغر على موقع ميوزك برينز (الإنجليزية)
- مايك بادغر على موقع أول ميوزيك (الإنجليزية)
- مايك بادغر على موقع ديسكوغز (الإنجليزية)